# Gleirscher Fernerkogel
De Gleirscher Fernerkogel (vroeger: Roßkarspitze) is een 3194 meter hoge bergtop in de Zuidelijke Sellrainer Bergen, een subgroep van de Stubaier Alpen, in het Oostenrijkse Tirol.
De benaming Roßkarspitze stamt uit de jaren vijftig van de negentiende eeuw, toen de omgeving voor militaire doeleinden in kaart werd gebracht. De eerste gedocumenteerde beklimming van de berg vond plaats op 1 september 1883, toen Ludwig Purtscheller en Hans Schöller, een professor uit Salzburg, de berg bedwongen. Purtscheller gaf de berg zijn huidige naam mee. De berg steekt niet opvallend uit ten opzichte van het omliggende gebergte; naar het oosten loopt een vijfhonderd meter lange graat.

## Ligging
De Gleirscher Fernerkogel ligt hemelsbreed ongeveer zeven kilometer ten noordoosten van Längenfeld in het Ötztal en ongeveer zeven kilometer ten zuidwesten van Praxmar in het Lüsenstal. In het oosten reiken twee gletsjers tot een hoogte van 3100 meter. Ten noorden van de oostgraat ligt de Gleirschferner, ten zuiden ervan de door het opwarmen van de aarde snel smeltende Weißkogelferner. Het firnveld van laatstgenoemde gletsjer meet nog maar ongeveer 300 meter. Naburige bergtoppen zijn in het verloop van de oostelijke graat, gescheiden door de 3053 meter hoge Roßkarscharte, de Hintere Grubenwand (3175 meter), in het zuiden de 3185 meter hoge Winnebacher Weißkogel en in het noorden grenzen de Sonnenwände aan de Gleirscher Fernerkogel, waarvan de Hintere Sonnenwand met 3112 meter hoogte de hoogste top vormt. In het westen vervalt de Gleirscher Fernerkogel over een hoogte van 500 meter in het Zwieselbachtal.
De Gleirscher Fernerkogel moet niet worden verward met twee andere tevens in de Stubaier Alpen gelegen Fernerkogels, de 3298 meter hoge Lisenser Fernerkogel (of Lüsener Fernerkogel), die meer naar het oosten gelegen is, en de 2911 meter hoge Finstertaler Fernerkogel, die meer naar het noorden gelegen is.

## Beklimming
De weg van de eerste beklimmers liep vanuit het in het noorden gelegen Gleirschtal over de Gleirschferner in zuidwestelijke richting over de oostwand en de oostelijke graat tot aan de top. Op deze nog altijd meest gebruikelijke route is thans op 2308 meter hoogte de Neue Pforzheimer Hütte gelegen. De klim naar de top kent een UIAA-moeilijkheidsgraad II wanneer de oostwand via de Roßkarscharte wordt bereikt. De directe beklimming langs de oostelijke graad is moeilijker (UIAA-IV). Vanaf de hut tot aan de top neemt de beklimming ongeveer vijf uur in beslag. Andere tochten naar de top lopen vanaf het Westfalenhaus (2273 meter) over de zuidelijke graat (UIAA-II, drie uur) of door de zuidelijke wand met moeilijke stukken klim (UIAA-III).